# Cidade universitária

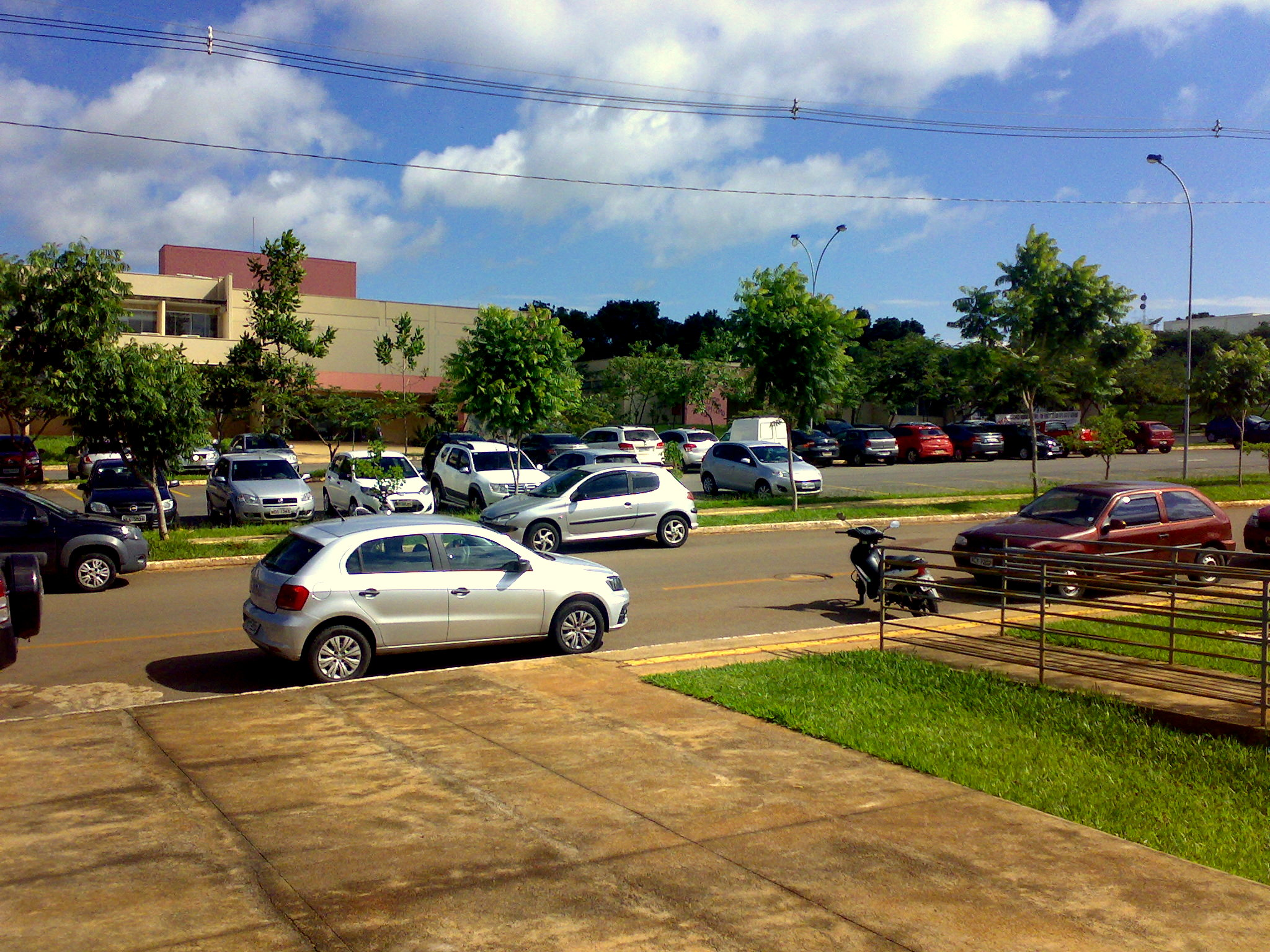
Um dos campi da Universidade Federal de Goiás, no Brasil, é uma espécie de cidade universitária.

Cidade universitária é uma comunidade (às vezes separada de um município ou distrito, mas também parte de uma localidade) dominada por construções de uma universidade e por uma população de universitários. A definição engloba, principalmente, universidades que reúnem suas respectivas faculdades em territórios próximos, de forma que permitam uma concentração de atividades acadêmicas e uma vida social compartilhada entre membros da instituição. Entre o público dessas comunidades, inclui-se servidores e estudantes. O conceito originou-se em países europeus no século XII e, com o passar os tempos, se popularizou pelo mundo.